# Tony Murphy (Badminton)
Tony Murphy (* 24. Juli 1990 in Belfast) ist ein nordirischer Badmintonspieler. 

## Karriere
Tony Murphy gewann 2012, 2013 und 2014 Silber bei den irischen Meisterschaften. 2012 siegte er auch bei den Ulster Open. 2014 nahm er an den Badminton-Mannschaftseuropameisterschaften und den Commonwealth Games teil. 2015 gewann er wieder bei den Ulster Open.